# Moenkemeyera alomifolia
Moenkemeyera alomifolia är en bladmossart som beskrevs av C. Müller 1900. Moenkemeyera alomifolia ingår i släktet Moenkemeyera och familjen Fissidentaceae. Inga underarter finns listade i Catalogue of Life.